# Albert Razin
Albert Alekséievitx Razin (rus: Альберт Алексеевич Разин) (Kuziúmovo, 12 de juny de 1940 - Ijevsk, 10 de setembre de 2019) va ser un activista lingüístic i neopaganista udmurt, que va cometre l'autoimmolació tradicional (tipshar) al centre d'Ijevsk com a acte de protesta contra la política lingüística del govern federal rus i la russificació del poble udmurt.

## Trajectòria
Razin va néixer en el bressol d'una família de camperols del districte d'Alnaixski de la República d'Udmúrtia. El 1962 es va graduar a la Universitat Pedagògica Estatal d'Udmurt i, posteriorment, es va convertir en candidat de ciències en filosofia. A principis de la dècada de 1990, va dirigir un institut a la universitat on es va graduar.
Razin va ser un activista polític del moviment nacionalista udmurt i es va dedicar activament a la protecció de la llengua udmurt. Juntament amb altres activistes, va realitzar nombroses protestes formals contra les polítiques de russificació del govern federal, com la cancel·lació de l'ensenyament obligatori de les llengües minoritàries a les escoles. També va ser conegut com a revivalista actiu del neopaganisme i les tradicions udmurtes.

## Autoimmolació
El 10 de setembre de 2019, Razin i un company activista de la llengua udmurt van sortir davant del Consell d'Estat d'Udmúrtia, a la ciutat d'Ijevsk, la seva capital. Razin tenia cartells en rus, que deien «Si la meva llengua mor demà, estic preparat per morir avui» (una cita del poeta àvar Rassul Gamzàtov) i «Tinc una pàtria?». En un moment donat, es va autoincendiar. Després va ser conduït a un hospital en estat crític, amb cremades a gairebé el 100% del cos, i va morir poques hores després. El Consell d'Estat d'Udmurtia va ajornar la sessió després de l'incident.
Activistes pels drets lingüístics de diverses regions de Rússia (Txuvàixia, Baixkíria i altres), així com acadèmics i funcionaris de Finlàndia i Estònia i Human Rights Watch van expressar la seva solidaritat amb les demandes de Razin.
Li van sobreviure la seva dona i una filla de 18 anys.